# Smelowskia borealis
Smelowskia borealis är en korsblommig växtart som först beskrevs av Edward Lee Greene, och fick sitt nu gällande namn av William Holland Drury och Reed Clark Rollins. Smelowskia borealis ingår i släktet Smelowskia och familjen korsblommiga växter. Inga underarter finns listade i Catalogue of Life.